# Демиденко, Андрей Петрович
Андрей Петрович Демиденко (укр. Андрій Петрович Демиденко; род. 12 июня 1951, Мартыновичи, Киевская область) — украинский поэт-песенник, заслуженный деятель искусств Украины (1994), народный артист Украины.

## Биография
Родился 12 июня 1951 года в селе Мартыновичи Полесского района Киевской области.

## Карьера
Свои первые стихи Андрей Петрович начал писать в седьмом классе, а в следующем году стал печататься в «Киевской правде». Известный поэт Андрей Малышко, прочитав стихи Демиденко, предсказал автору большое будущее.
Андрей Демиденко является автором текстов более 750 песен, которые исполняли Дмитрий Гнатюк, Юрий Гуляев, Николай Кондратюк, Юрий Богатиков, Алла Пугачёва, София Ротару, Раиса Кириченко, Назарий Яремчук и многие другие.

## Научная деятельность
Андрей Петрович является автором более 180 научных работ по национальному фольклору и истории Украины. Он является автором фундаментальной документальной книги о Михаиле Грушевском «Великий украинец», а также редактором и составителем «Истории Украины в народных думах и песнях».
О творчестве Андрея Демиденко сняты документальные фильмы на украинском, российском, канадском, американском и австралийском телевидении, а его труды переведены на 18 языков мира.

## Награды
- Орден князя Ярослава Мудрого IV степени (8 февраля 2010) — за весомый личный вклад в социально-экономическое и культурное развитие Украины, высокий профессионализм и многолетний добросовестный труд[3]
- Орден князя Ярослава Мудрого V степени (23 марта 2006) — за весомый личный вклад в развитие национальной культуры и искусства, весомые творческие достижения и высокий профессионализм[4]
- Орден «За заслуги» I степени (1 декабря 2016) — за значительный личный вклад в государственное строительство, социально-экономическое, научно-техническое, культурно-образовательное развитие Украинского государства, весомые трудовые достижения, многолетний добросовестный труд[5]
- Орден «За заслуги» II степени (24 августа 2012) — за значительный личный вклад в социально-экономическое, научно-техническое, культурно-образовательное развитие Украинского государства, весомые трудовые достижения, многолетний добросовестный труд и по случаю 21-й годовщины независимости Украины[6]
- Орден «За заслуги» III степени (5 июля 1997) — за весомый личный вклад в развитие национальной культуры, плодотворную литературно-художественную деятельность[7]
- Народный артист Украины
- Заслуженный деятель искусств Украины (22 июня 1994) — за значительный личный вклад в обогащение культурного и художественного наследия народа Украины, высокое исполнительское и профессиональное мастерство[1]